# 大连交易所旧址

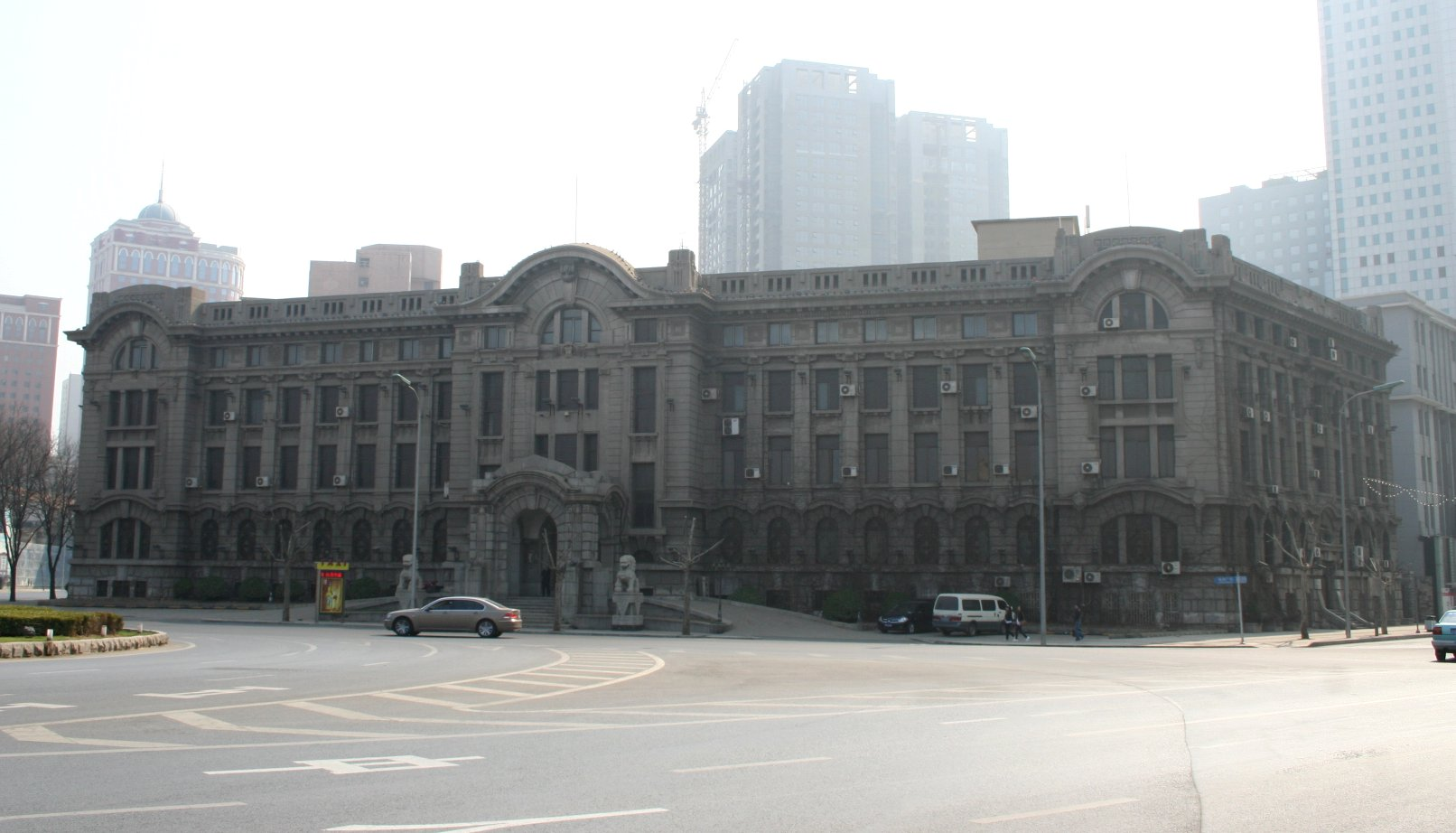
大连交易所旧址今貌

大连交易所旧址位于中华人民共和国辽宁省大连市中山区港湾广场1号，建成于1913年，现为大连市文物保护单位。

## 历史
大连交易所即大连重要物产取引所，建筑风格属和风欧美折衷主义，建筑面积9744平方米。大连重要物产取引所属日本官营交易机构，有资本300万日元，下设三个交易市场：钱钞取引所、粮食取引所、五品取引所。日本殖民当局通过交易所，压制了中国商人，控制了大连出产的大豆、豆饼、豆油等重要资源。日治时期，经纪人要先交纳4000日元保证金，待批准后才可进入交易所进行交易。大连交易所于1939年10月31日停办。1945年后，此楼曾被大连水上公安局用作办公楼。后来，辽宁省五金矿产进出口公司将这里作为办公楼。 现在这里由大连银行使用。